# Бо війна — війною...
«Бо війна — війною...» — історичний роман українського письменника Романа Іваничука. Вперше був виданий 1991 року у видавництві «Каменяр». 
У центрі розповіді постає Євген Шинкарук — жертва сталінських репресій, колишній в'язень у Воркутлазі. Через близько 30 років після ув'язнення та звільнення він повертається на Північ, до місця заслання, яке навіює йому спогади про його родину, зокрема й про стрия Михайла, дослідника-полярника й добровольця УСС, засланого на Соловецькі острови 1937 року.